# 小阿德日利克河
小阿德日利克河（烏克蘭語：Малий Аджалик），是烏克蘭的河流，位於該國西南部，發源自基羅韋附近，流經敖德薩州，河口處在米先卡東部，河道全長26公里，流域面積254平方公里。